# Altica cupreola
Altica cupreola är en skalbaggsart som beskrevs av Henry Clinton Fall 1926. Altica cupreola ingår i släktet Altica och familjen bladbaggar. Inga underarter finns listade i Catalogue of Life.